# منطقه کارا
منطقه کارا (به لاتین: Kara Region) یک منطقه در توگو است که در شمال آن واقع شده‌است.

## خصوصیات
منطقه کارا ۱۱٬۷۳۸ کیلومترمربع مساحت و ۷۶۹٬۹۴۰ نفر جمعیت دارد.